# سیارک ۱۳۵۲۰
سیارک ۱۳۵۲۰ (به انگلیسی: 13520 Felicienrops، نامگذاری:1990VC6) سیزده هزار و پانصد و بیستمین سیارک کشف شده‌است که در ۱۵ نوامبر ۱۹۹۰ کشف شد.
قدر مطلق سیارک برابر ۳۰.۹ است.